# Herb Wodzisławia
Herb Wodzisławia – symbol miasta i gminy Wodzisław.

## Wygląd i symbolika
Herb przedstawia na tarczy w polu granitowym złotą głowę gryfa, z której paszczy wypływa sześć czerwonych płomieni. Jest to godło z herbu Zadora, którym pieczętowali się rycerze Przedbórz i Pakosław, którzy otrzymali Wodzisław w ramach testamentu królewskiego. Samo miasto od drugiej połowy XVI w. posługiwało się herbem przedstawiającym św. Marcina na koniu.